# Heidelberg Pharma
Die Heidelberg Pharma AG ist ein Biotechnologie-Unternehmen mit Sitz in Ladenburg, das Antikörper-Wirkstoff-Konjugate (Antibody Drug Conjugates – ADCs) für die Behandlung von onkologischen Erkrankungen entwickelt. Zum Unternehmen gehört die Tochterfirma Heidelberg Pharma Research GmbH. Die AG ist an der Frankfurter Börse im Regulierten Markt/Prime Standard notiert.

## Geschichte
Das Unternehmen ist aus der Wilex AG hervorgegangen, die 1997 als Wilex Biotechnology GmbH von einem Ärzte- und Krebsforscherteam der Technischen Universität München gegründet wurde. Im Jahr 2000 kam es zu einer Umfirmierung der Wilex Biotechnology GmbH in die Wilex AG. 2010 beschloss der Aufsichtsrat, die in Ladenburg ansässige Heidelberg Pharma GmbH zu übernehmen.  Am 19. Oktober 2017 gab die Wilex AG bekannt, dass sie künftig unter dem Namen Heidelberg Pharma AG firmieren und ihren Sitz von München nach Ladenburg verlegen wird. Zuvor hatte die Wilex AG ein Restrukturierungsprogramm einleiten müssen, da es weder gelungen war wesentliche Lizenzverträge für die klinischen Projekte abzuschließen, noch die Voraussetzungen für eine erfolgreiche Kapitalerhöhung vorgelegen hätten. Das Programm umfasste die Reduzierung der Belegschaft um achtzig Prozent und die damit verbundene Einstellung aller Forschungs- und Entwicklungsaktivitäten am Standort München. Die Tochterfirma wurde in Heidelberg Pharma Research GmbH umbenannt.

## Forschungsschwerpunkt
Heidelberg Pharma arbeitet an einem Behandlungsansatz in der Onkologie, wobei es den Wirkstoff Amanitin aus dem Knollenblätterpilz für Krebstherapien einsetzt, indem es sogenannte Antikörper-Amanitin-Konjugate herstellt und klinisch entwickelt. Antikörper-Amanitin-Konjugate gehören zu den Antikörper-Wirkstoff-Konjugaten (Antibody Drug Conjugates – ADCs), die die hohe Affinität und Spezifität von Antikörpern mit der Wirksamkeit von kleinen toxischen Molekülen für die Krebstherapie kombinieren. Das Amanitin wird dabei an unterschiedliche Antikörper gekoppelt, die den Wirkstoff gezielt zur Krebszelle bringen und von diesen aufgenommen werden. Dort wird das Amanitin freigesetzt und hemmt die RNA-Polymerase II, was bei Zellen zum sogenannten programmierten Zelltod (Apoptose) führt. Die Hemmung der RNA-Polymerase ist ein für die Krebstherapie neues Wirkprinzip und bietet die Chance, Therapieresistenzen zu durchbrechen oder auch ruhende Tumorzellen zu vernichten.

## Geschäftsmodell
Heidelberg Pharma benutzt ihre ATAC-Technologieplattform sowohl für die Entwicklung eigener therapeutischer Kandidaten als auch im Rahmen von Forschungskooperationen mit Partnern, um neue Produktkandidaten zu erzeugen. 
Die Eigenentwicklungen und die angestrebten Auslizenzierungen erfolgen exklusiv jeweils für ein bestimmtes Antigen (biologisches Zielprotein). Die  ATAC-Kandidaten werden bis in frühe klinische Phasen entwickelt. Ziel ist es, ihre Anwendbarkeit und Wirksamkeit in Patienten zu zeigen. Der erste und am weitesten fortgeschrittene Entwicklungskandidat HDP-101 basiert auf einem Antikörper gegen das Zielmolekül BCMA auf Myelomzellen, der sich in klinischer Entwicklung befindet. Weitere ATAC-Kandidaten werden gegen unterschiedliche Zielmoleküle wie CD37, PSMA oder GCC jeweils in den Indikationen Non-Hodgkin-Lymphom, metastasierter kastrationsresistenter Prostatakrebs oder gastrointestinale Tumore wie Darmkrebs entwickelt.
Partner von Heidelberg Pharma nutzen die ATAC-Technologie, um die von ihnen entwickelten Antikörper mit dem Wirkmechanismus von Amanitin zu kombinieren.
Darüber hinaus gibt bereits auslizenzierte klinische Produktkandidaten, deren Entwicklung vollständig bei den Lizenzpartnern liegt. Diese Produktkandidaten (girentuximab und upamostat) wurden an die Pharmaunternehmen Telix Pharmaceuticals Limited, Melbourne, Australien, und RedHill Biopharma Ltd. (NASDAQ: RDHL), Tel Aviv, Israel, (RedHill) auslizenziert.
Telix entwickelt TLX250-CDx (INN: 124I-girentuximab) für die Diagnostik von klarzelligen Nierenzellkarzinomen. Bei TLX250-CDx handelt es sich um eine radioaktiv markierte Form des monoklonalen Antikörpers girentuximab, der an das tumorspezifische Antigen Carbonische Anhydrase-9 (CAIX), das auf der Oberfläche von Krebszellen des klarzelligen Nierenzellkarzinoms exprimiert wird, bindet. Es wurde gezeigt, dass TLX250-CDx mit PET/CT (Positronen-Emissions-Tomographie/Computertomographie), dem derzeit üblicherweise genutzten CT in der Diagnostik von klarzelligen Nierenzellkarzinomen, eindeutig überlegen ist. Der Kandidat steht nach einer erfolgreich abgeschlossenen Phase III-Studie vor der Marktzulassung. Mit upamostat (bei RedHill RHB-107) hat Heidelberg Pharma AG einen oral verabreichbaren Serinproteasen-Inhibitor bis zur Phase II entwickelt, der die Aktivitäten von tumorrelevanten Serinproteasen wie uPA, Plasmin und Thrombin blockiert. RedHill entwickelt upamostat (RHB-107 bei RedHill) zur Behandlung von COVID-19. RHB-107 hat sowohl antivirale als auch potenziell gewebeschützende Wirkung gezeigt. 
Dietmar Hopp und mit ihm verbundene Unternehmen halten 46 Prozent der Unternehmensanteile, 35 Prozent sind im Besitz des chinesischen Pharmaunternehmens Huadong Medicine und 19 Prozent entfallen auf Streubesitz.